# Orłowskaja-Sortirowocznaja
Orłowskaja-Sortirowocznaja (ros. Орловская-Сортировочная) – przystanek kolejowy w miejscowości Smoleńsk, w obwodzie smoleńskim, w Rosji. Leży na linii Moskwa - Mińsk - Brześć.